# Чижовиці (Опольське воєводство)
Чижовиці (пол. Czyżowice, нім. Zeiselwitz) — село в Польщі, у гміні Прудник Прудницького повіту Опольського воєводства.
Населення — 283 особи (2011).

## Демографія
Демографічна структура станом на 31 березня 2011 року:
|          | Загалом | Допрацездатний вік | Працездатний вік | Постпрацездатний вік |
| -------- | ------- | ------------------ | ---------------- | -------------------- |
| Чоловіки | 152     | 38                 | 100              | 14                   |
| Жінки    | 131     | 17                 | 78               | 36                   |
| Разом    | 283     | 55                 | 178              | 50                   |